# Товариство PAX
Товариство PAX — організація, створена в 1947 Болеславом Пясецьким та іншими активістами довоєнного національно-радикального руху Фаланга, об'єднуючи католиків, що співпрацюють з комуністичною владою. За допомогою цього об'єднання влада ПНР намагалася підпорядкувати католицьку церкву.
Після 1956 року вона прийняла більш компромісну позицію (включаючи співпрацю з колишніми військовослужбовцями Війська Армії Крайової), а з 1980 року деякі активісти підтримували профспілку «Солідарність».
Асоціація активно діяла в 1989–91 роках. З 1991 року колишні активісти Pax продовжували свою діяльність в асоціації Польського християнсько-демократичного форуму. Внаслідок демократичних змін у Польщі асоціація «Пакс» припинила свою політичну діяльність. З 1993 її продовженням була Асоціація «Civitas Christiana», в 1997 році вона була офіційно визнана указом Предстоятеля Польщі кардинала Юзефа Глемпа для католицької організації.